# Вернер VIII фон дер Шуленбург
Вернер VIII фон дер Шуленбург (на немски: Werner VIII von der Schulenburg; * ок. 1401/пр. 1411; † 14 декември 1445 или 1447/28 юли 1448) е благородник от „Черната линия“ от род фон дер Шуленбург в Бетцендорф в Саксония-Анхалт, рицар, хауптман на Алтмарк, споменат 1412 – 1447 г.

## Произход и наследство
Той е син на Хайнрих II фон дер Шуленбург 'Стари' († 1411) и съпругата му Катарина фон Луцов (* ок. 1375). Внук е на „кнапе“ (оръженосец, носач на щит) Вернер IV фон дер Шуленбург 'дер Курце' († сл. 1372) и съпругата му фон Ванцлебен. Правнук е на рицар Дитрих II фон дер Шуленбург (1302/1304 – 1340). Брат е на рицар Бернхард VI фон дер Шуленбург († 1453).
Замъкът Бетцендорф е от 1340 г. собственост на род фон дер Шуленбург, след напускането на замък-резиденцията Шуленбург при Щапенбек близо до Залцведел. Бетцендорф става през следващите векове фамилно главно място на рода.
През 1340 г. синовете на рицар Вернер II фон дер Шуленбург († сл. 1304) разделят замък-резиденция Бург Бетцендорф. Рицар Дитрих II (1304 – 1340) основава „Черната линия“, а по-малкият му брат рицар Бернхард I († сл. 1340) „Бялата линия“.

## Фамилия
Вернер VIII фон дер Шуленбург се жени за Барбара фон Есторф (* ок. 1360), дъщеря на Зегебанд II фон Есторф († 1396) и Грете фон дер Оедерне (* ок. 1320). Те имат децата:
- Вернер X фон дер Шуленбург († 9 декември 1494), женен за Армгард фон Бартенслебен, дъщеря на Гюнтер фон Бартенслебен (1405 - 1453)  и София фон Алвенслебен († ок. 1461).
- Бернхард VII 'Стари' фон дер Шуленбург (* ок. 1430; † пр. 25 май 1498), женен за София фон Берге или ок. 1460 г. за фон Оперсхаузен; баща на Албрехт I фон дер Шуленбург 'Черния' († 1519)
- Ханс IV фон дер Шуленбург († пр. 1503), кнапе, женен за Елизабет фон Бодендик († сл. 1500)
- Вернер IX/XI фон дер Шуленбург († ок. 12 август 1515), женен за Елизабет Ганс цу Путлиц (* ок. 1480; † 8 април 1515)
- Елизабет/Илза фон дер Шуленбург († 1486), омъжена за Вернер II фон Алвенслебен († 1472/1477), син на Гебхард XIV фон Алвенслебен († ок. 1428)
- Рихард I фон дер Шуленбург (* ок. 1436; † пр. 15 юли 1491)
- Дитрих V фон дер Шуленбург (* ок. 1438; † пр. 7 юли 1491/1494)